# Izmir Smajlaj
Izmir Smajlaj (* 29. března 1993, Skadar) je albánský atlet, který se specializuje na skok daleký. Je halovým mistrem Evropy z roku 2017.

## Sportovní kariéra
Na světovém šampionátu v roce 2013 i na mistrovství Evropy o rok později nepostoupil v soutěži dálkařů z kvalifikace. Na mistrovství Evropy v Amsterdamu v roce 2016 skončil devátý. Největším úspěchem pro něj se zatím stal titul halového mistra Evropy ve skoku dalekém v roce 2017 v osobním rekordu 808 cm.

## Osobní rekordy
- hala – 808 cm – 2017
- venku – 803 cm – 2016